# Восстание Рабочей партии Курдистана
Восстание Рабочей партии Курдистана — вооружённый конфликт между Турецкой Республикой и Рабочей партией Курдистана, а также союзными ей повстанческими группировками, как курдскими, так и некурдскими, которые либо требовали отделения от Турции для создания независимого Курдистана, либо пытались обеспечить автономию и/или более широкие политические и культурные права для курдов внутри Турецкой Республики.
Основной повстанческой группировкой является Рабочая партия Курдистана (Partiya Karkerên Kurdistanê). Хотя курдско-турецкий конфликт распространился на многие регионы, в основном он распространился на Северный Курдистан, который соответствует юго-востоку Турции. Присутствие РПК в Иракском Курдистане привели к проведению турецкими вооружёнными силами частых наземных операций, а также воздушных и артиллерийских ударов по региону. Влияние организации в Сирийском Курдистане привело к аналогичной активности в этом регионе. По словам президента Реджепа Эрдогана, конфликт обошелся турецкой экономике в примерно 2 триллиона долларов, в основном в виде военных расходов. Он также повлиял на туризм в Турции.
РПК — революционная группировка, основанная в 1978 году в деревне Фис, штат Лидж, группой курдских студентов во главе с Абдуллой Оджаланом. Организация заявила о притеснении курдов в Турции. В то время использование курдского языка, одежды, фольклора и имен было запрещено в районах, населенных курдами. Курдская национальность официально не признавалась Слова «курды», «Курдистан» и «курдский язык» были официально запрещены турецким правительством. После государственного переворота 1980 года курдский язык был официально запрещён в общественной и частной жизни до 1991 года. Многие из тех, кто говорил, публиковался или пел на курдском языке, были арестованы и заключены в тюрьмы.
РПК была создана в попытке обеспечить языковые, культурные и политические права курдского меньшинства Турции. Полномасштабное восстание началось 15 августа 1984 года. С начала конфликта погибло более 40 000 человек, подавляющее большинство из которых были мирными жителями-курдами. В его ходе обе стороны обвинялись в многочисленных нарушениях прав человека. Европейский суд по правам человека объявил о тысячах случаев нарушения прав человека со стороны Турции, включая систематические казни курдских гражданских лиц, пытки, насильственные перемещения, разрушение деревень, произвольными арестами и насильственными исчезновениями или убийствами курдских журналистов, активистов и политиков. Учителя, которые преподавали на курдском языке, и учащиеся, которые требовали образования на курдском, были привлечены к ответственности за поддержку терроризма РПК. С другой стороны, РПК столкнулась с международным осуждением, главным образом со стороны турецких союзников, за использование террористической тактики, которая включает массовые убийства гражданского населения, казни без суда и следствия, использование террористов-смертников и детей-солдат, а также участие в незаконном обороте наркотиков.